# Guerra de la Cólera
En el legendarium de J. R. R. Tolkien la Guerra de la Cólera o Gran Batalla  es la última batalla de las Guerras de Beleriand. Marca el final de la Primera Edad del Sol, después de que Eärendil llegase a Valinor en nombre de los Elfos y los Hombres a pedir perdón por los actos de los Noldor y a pedir ayuda a los Valar en la lucha contra Morgoth. Se trata del conflicto a mayor escala de toda la historia de la Tierra Media. 
La Quinta Batalla o Nírnaeth Arnoediad («Lágrimas Innumerables») dejó a Morgoth como potencia dominante de las tierras de Beleriand, si bien existían reinos que no fueron conquistados, tales como Gondolin del ahora Rey Supremo Turgon, Doriath del Rey de Beleriand Thingol y Nargothrond de Orodreth. Con el paso de los años, estos reinos fueron sucumbiendo uno a uno a causa de traiciones y engaños, en los que la codicia por los Silmarils jugaron a menudo un papel destacado. Finalmente casi nada quedó fuera de los dominios de Melkor, y el control total de aquellas tierras estaba casi asegurado.
Tuvo entonces lugar la Guerra de la Cólera, en la que por mediación de Eärendil, medio elfo, los Valar acudieron en ayuda de la Tierra Media. El mayor y más poderoso ejército jamás reunido en Arda, formado por Maiar y Elfos Vanyar y Noldor fieles súbditos de Finarfin, llegó del otro extremo del mar, liderados por el Heraldo de Manwë, Eönwë. 
El ejército de los Valar se preparó para atacar Angband, la fortaleza de Morgoth; para ello contaban con la ayuda de los Maiar, las águilas gigantes comandadas por el mismo Eärendil en su barco Vingilot, y la compañía de los Vanyar (los Elfos Hermosos) y los Noldor que se quedaron en Valinor. Los Teleri de Alqualondë contribuyeron prestando y conduciendo sus naves, pero no desembarcaron en la Tierra Media, a causa del rencor que sentían por los Noldor, los asesinos de muchos de su raza.
Antes de comenzar el ataque, Eärendil se levantó en el cielo por primera vez a bordo de Vingilot, portando el Silmaril en su frente, con lo que fue señal de esperanza para los pueblos libres de la Tierra Media (que lo llamaron Gil Estel, la estrella de la esperanza), y de dudas y temor para los aliados de Morgoth.
Finalmente los Valar lanzaron su gran ataque contra las fuerzas del Señor Oscuro, y todo el norte de la Tierra Media ardía con la guerra. A Morgoth el ataque lo tomó completamente por sorpresa; sus huestes chocaron con los ejércitos de occidente en la llanura de Anfauglith pero cayeron en cuestión de tiempo, aunque al final de la batalla, la última embestida de Morgoth hizo retroceder incluso al ejército de los Valar: los balrogs azotaron a los elfos con sus látigos de fuego, los licántropos y monstruos de todo tipo salieron de las mazmorras de Angband, y por último, el más grande de los dragones alados, Ancalagon el Negro, con el resto de los de su especie, atacó a las Águilas y a la hueste de occidente. La violenta y catastrófica arremetida de los dragones vino acompañada de grandes tormentas eléctricas y terribles tempestades de fuego, y así se libró una gran y terrible batalla aérea que duró un día y una noche. 
Finalmente los Valar se alzaron con la victoria cuando Eärendil intervino en favor de las Águilas, y, tras un agotador combate, logró derrotar y matar a Ancalagon y lo arrojó del cielo, provocando su caída la destrucción de las torres de Thangorodrim, que se erguían sobre Angband. Solo muy pocos de los dragones, balrogs y orcos sobrevivieron, pues la mayoría fue barrida en un incendio ante el viento poderoso del ejército de Valinor. El ejército victorioso descendió a la más profunda mazmorra de Angband, y allí Morgoth fue atado con la cadena Angainor (la única que podía mantenerlo cautivo). Le rebanaron los pies y con su corona de hierro hicieron un collar, hundiéndole la cabeza entre las rodillas. De esta forma los Silmarils pudieron brillar libres otra vez. 
Morgoth fue lanzado al Vacío eterno más allá de las Puertas de la Noche, donde se dice que permanecerá preso por siempre hasta el fin del mundo, vigilado por Eärendil. A Sauron, el maia, el más poderoso de sus siervos (que desempeñaría un gran papel en la continuación de la historia), lo conminaron a regresar a Valinor para ser juzgado por los Valar; pero, aunque al principio mostró arrepentimiento (aunque solo por temor ante la contundente victoria del ejército valinoreano), decidió finalmente permanecer en la Tierra Media y recaer en el mal, pues había tenido mucho poder bajo Morgoth y las ligaduras de maldad con que él lo había atado eran muy fuertes. Así, se escondió hasta la partida del ejército.
La Gran Batalla o Guerra de La Cólera duró 42 años (la hueste de Valinor hizo la guerra contra las fuerzas del Señor Oscuro durante décadas antes de poder llegar a Angband) y tuvo grandes consecuencias para la tierra. La devastación geográfica causada por el conflicto fue inmensa. Los combates fueron tan violentos, se desató tanto poder, y la ira del ejército de los Valar fue tan grande que Beleriand y las tierras del norte quedaron destrozadas, y a causa de la guerra se quebraron y fueron devoradas por las olas, desapareciendo hundidas en el mar para siempre, con lo que la forma de la Tierra Media cambió. Solo se mantuvo emergida Ossiriand, llamada en adelante Lindon, y algunas pocas islas. Este suceso formó la Tierra Media tal y como se conoce en las posteriores narraciones de El Señor de los Anillos. 
En la Guerra de la Cólera luchó el mayor número de ejércitos y criaturas, mucho más que en cualquier otra guerra, haciéndolo el mayor y más destructivo conflicto jamás librado en Arda, al menos hasta la llegada de la Dagor Dagorath, la batalla del fin del mundo, hacia el final de las edades.